# لونگکوئیست بنگت
لونگکوئیست بنگت (انگلیسی: Bengt Ljungquist; ۲۰ سپتامبر ۱۹۱۲ – ۱۵ ژوئیهٔ ۱۹۷۹) فرد نظامی اهل سوئد بود.